# Hans Czuma
Hans Czuma (* 20. Oktober 1932 in Brünn; † 8. März 2016 in Salzburg) war ein österreichischer Philosoph.

## Leben
Er studierte Rechtswissenschaften, Philosophie und Theologie in Wien, München, Rom und Innsbruck (Lic. theol. 1964 Innsbruck). 1969 promovierte er in Rom. Universitätsdozent für Philosophie wurde er 1973 bzw. 1975 in Innsbruck. Von 1968 bis 1974 war er Universitätsassistent am Institut Christliche Philosophie an der Katholisch-Theologischen Fakultät in Innsbruck. Er war Lehrbeauftragter an unterschiedlichen österreichischen Hochschulen: 1968–1974 Theologische Fakultät, Innsbruck; 1975–1977 Universität Klagenfurt; seit 1975 Philosophisches Institut, Universität Innsbruck; seit 1984 Hochschule Mozarteum, Salzburg; seit 1991 Institut für Erziehungswissenschaften, Innsbruck. Von 1978 bis 1990 lehrte er Medienpädagogik in der Lehrerfortbildung in Salzburg. Von 1990 bis 1994 hatte er eine Philosophische Praxis in Salzburg.

## Forschungsschwerpunkte
Seine Forschungsschwerpunkte waren Ethik, Sozialphilosophie, Zeichentheorie, Kritische Theorie, Nietzsche und Philosophie der Gegenwart.

## Schriften (Auswahl)
- Der philosophische Standpunkt in Schellings Philosophie der Mythologie und Offenbarung (Studien und Arbeiten der Theologischen Fakultät 2) (Veröffentlichungen der Universität Innsbruck 21),  Innsbruck 1969, OCLC 829763985 (Dissertation, Päpstliche Universität Gregoriana 1969).
- Autonomie. Eine hypothetische Konstruktion praktischer Vernunft (Alber-Broschur Philosophie), Freiburg im Breisgau 1974, ISBN 3495472932 (Habilitationsschrift, Innsbruck 1973).
- Macht gegen Dialog. Zum Widerspruch zwischen kirchlicher Metaphysik und demokratischem Diskurs, Fribourg 1979, ISBN 3-905575-00-0.
- Menschenbilder (Österreichische Texte zur Gesellschaftskritik 38), Wien 1988, ISBN 3-900351-92-9.
- Philosophische Texte, Innsbruck 2020, ISBN 978-3-903187-97-9.